# Arrenberg
Arrenberg ist ein Wohnquartier in der bergischen Großstadt Wuppertal in Nordrhein-Westfalen.

## Lage

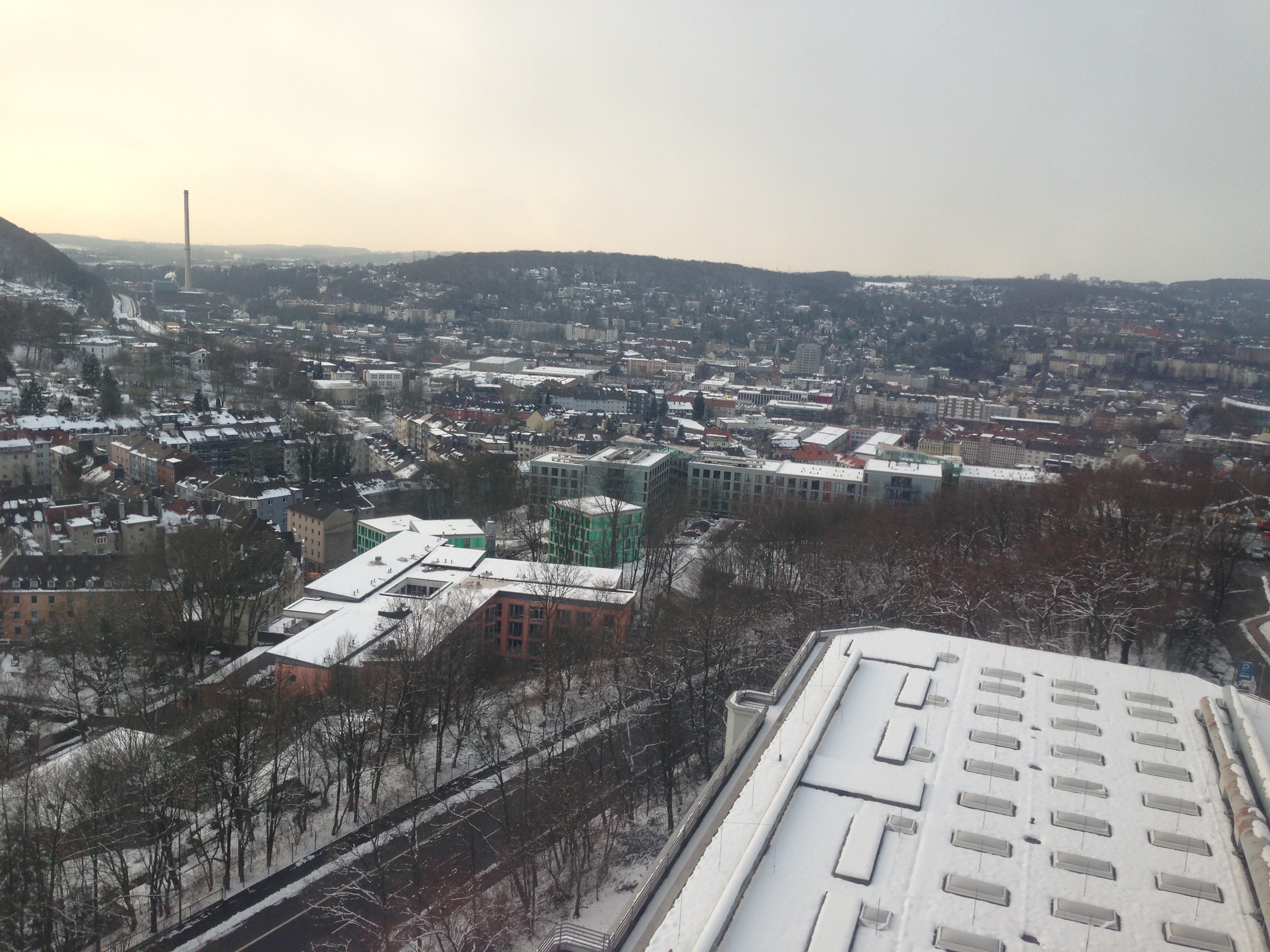
Blick auf Elberfeld-West von Südosten, in der Bildmitte das Wohnquartier Arrenberg

Arrenberg liegt westlich der Innenstadt von Elberfeld im Stadtbezirk Elberfeld-West beiderseits der Wupper. Die nördliche Grenze des Quartiers verläuft am Nützenberg entlang der Nützenberger Straße und der Vogelsauer Treppe. Im Süden reicht das Wohngebiet über die Bahnstrecke Düsseldorf–Elberfeld hinaus bis zur Neviandtstraße. Im Osten wird es von der „Tannenbergstraße“ begrenzt und im Westen von dem Elberfelder Heizkraftwerk. Benannt ist das Quartier nach dem „Arrenberg“, dem nördlichen Hang des Kiesbergs.

## Geschichte
Arrenberg wurde erstmals 1345 urkundlich erwähnt, weitere Nennungen erfolgten 1505 und 1550. Der Hof gehörte zum Höfeverband Elberfeld, der ein Allod des Kölner Erzstifts war und sich im Amt und Kirchspiel Elberfeld befand. Der Hof ist als Arenberg auf der Topographia Ducatus Montani des Erich Philipp Ploennies aus dem Jahre 1715 verzeichnet. Das südlich liegende Obere Arrenberg ist dort als o.Arenberg verzeichnet. Auf der Topographischen Aufnahme der Rheinlande von 1824 ist der Ort als Am Arrenberg und auf der Preußischen Uraufnahme von 1843 als Vorm Arrenberg verzeichnet.
1815/16 lebten 283 Menschen in Arrenberg. 1832 gehörte der Ort zur Steinbeck- und Arrenberger Rotte des ländlichen Außenbezirks des Kirchspiels und der Stadt Elberfeld. Der laut der Statistik und Topographie des Regierungsbezirks Düsseldorf als Dorfschaft kategorisierte Ort besaß zu dieser Zeit ein öffentliches Gebäude, 30 Wohnhäuser und 14 landwirtschaftliche Gebäude. Zu dieser Zeit lebten 300 Einwohner im Ort, sieben katholischen und 293 evangelischen Glaubens.
Als sich im 19. Jahrhundert insbesondere am Laufe der Wupper zahlreiche Industriebetriebe ansiedelten, entwickelte sich der Arrenberg zu einer industriell geprägten Vorstadt westlich von Elberfeld, die durch die für das Wuppertal typische Mischbebauung aus Fabrikantenvillen, Fabrikationsgebäuden und Arbeiterwohnungen geprägt ist.
1856 bis 1863 wurden die Städtischen Krankenanstalten, bekannt als Ferdinand-Sauerbruch-Klinikum (nun Helios Klinikum) erbaut. Daneben wurde ebenfalls Mitte des 19. Jahrhunderts eine Psychiatrische Klinik errichtet. Das städtische Waisenhaus wurde zwischen 1851 und 1854 nach Plänen des Düsseldorfer Baumeisters Anton Schnitzler erbaut und am 22. April 1854 eröffnet. Es beherbergte im Jahr 1861 270 Kinder.

## Quartiersentwicklung
Die Stadtteilerneuerung wird durch intensivierte Maßnahmen von öffentlicher und privater Seite begleitet. Anwohner, Unternehmer und Projektentwickler haben 2008 den Verein Aufbruch am Arrenberg e. V. gegründet, der mit Workshops und Kulturveranstaltungen das Quartier belebt und die lokale Gemeinschaft fördert. Die Arrenberger Initiative für Beschäftigung und Ausbildung arriba unterstützt insbesondere junge Menschen beim Berufsstart. Die Ansiedlung von Eventhallen, Tanzschulen, Musikschulen, Galerien und Architekturbüros identifiziert bereits erste Schritte des Strukturwandels. So konnten zwischenzeitlich die verlassenen Hallen des nach Insolvenzanmeldung abgewanderten Büromittelhersteller ELBA unter Leitung des Wuppertaler Architekten Antonio Quintiliani neuen Nutzungen überführt werden: Radio Wuppertal produziert hier sein Programm und die Bergische Universität Wuppertal veranstaltet Seminare für ihre Studenten aus dem Bereich Wirtschaftswissenschaften. Des Weiteren erforschen Architekturstudierende im Viertel die Flächennutzung. Teile des Sauerbruch-Klinikums sind inzwischen unter der Bezeichnung Arrenberg’sche Höfe zu Wohn- und Gewerbeflächen umgewandelt worden.

## Einwohner
Die meisten der Wohngebäude stammen gut erhalten aus der Gründerzeit. Günstige Mieten bewirken eine Mischung aus Einwohnern mit Migrationshintergrund, Studenten der nahe gelegenen Bergischen Universität Wuppertal, Künstlern, älteren Menschen und Rückzüglern aus den Vororten im Rahmen der Reurbanisierung.

## Verkehr

### Öffentlicher Nahverkehr
Das Wohnviertel wird durch die Schwebebahn und mehreren Stadtbuslinien der WSW erschlossen. Die Linie 623 (Arrenberg – Uellendahl, Sonnenblume) fährt als einzige in das Quartier und hat an der Haltestelle „Am Arrenberg“ ihren Endpunkt, die Wendestelle befindet sich an der Hst. „VillaMedia“.

### Bahnverkehr
Der nächste S-Bahnhof ist Wuppertal-Steinbeck. Die Innenstadt Wuppertals ist fußläufig erreichbar.

### Straßenverkehr
Die wichtigste Hauptverkehrsader ist die durch das Quartier verlaufende Friedrich-Ebert-Straße (Bundesstraße 7). Der Kiesbergtunnel im Süden stellt eine direkte Verbindung zum Sonnborner Kreuz und somit zur Bundesautobahn 46 und den übrigen Schnellstraßen her.

## Bauwerke
Von Bedeutung ist das Helios Klinikum. Die Trinitatiskirche ist eine weitgehend durch Fabrikanten finanzierte Kirche für die lutherischen Bewohner des Gebiets.